# 鈴木成児
鈴木 成児（すずき なりじ、1968年9月28日 - ）は、日本の俳優。東京都出身。株式会社トーキョーストーリー所属。

## 出演作品

### テレビドラマ
- 渡る世間は鬼ばかり
- グットラック
- 彼女たちの結婚
- 君の手がささやいてる
- 女にも七人の敵

### 映画
- SHIGEOH（ホームレス）
- 君を忘れない
- 居酒屋ゆうれい2

### 吹き替え
- アクシデント・カップル（ク・ドンベク）

### VP
- キヤノン
- JA共済

### ナレーション
- セントケア

### CM
- TOMY